# Разход на гориво на МПС
Разходът на гориво на моторно превозно средство е измежду неговите главни характеристики.
Измерва количеството на гориво, изразходвано за преминаването на определено разстояние и една

## Единици за измерване
Обем гориво на определено разстояние – широко използвано в страните, прилагащи Международната система единици; най-често разходът се измерва в литри на 100 км пробег: по-малко число на литрите означава по-икономичен автомобил.
Разстояние, изминавано от автомобила за определен обем гориво – използва се в страните с английска метрична система, като разходът се измерва в мили на галон (MPG е съкратено от miles per gallon): по-голямо число означава по-голяма икономичност на автомобила.
Таблица за преобразуване на единиците за измерване
| MPG  | GPHM | GP10K | L/100 km |
| ---- | ---- | ----- | -------- |
| 10   | 10   | 1,000 | 24       |
| 11   | 9    | 909   | 21       |
| 12.5 | 8    | 800   | 18.8     |
| 14   | 7    | 714   | 17       |
| 16.5 | 6    | 606   | 14.3     |
| 20   | 5    | 500   | 12       |
| 25   | 4    | 400   | 9.4      |
| 33   | 3    | 303   | 7.1      |
| 50   | 2    | 200   | 4.7      |
| 100  | 1    | 100   | 2.4      |